# Snöbär

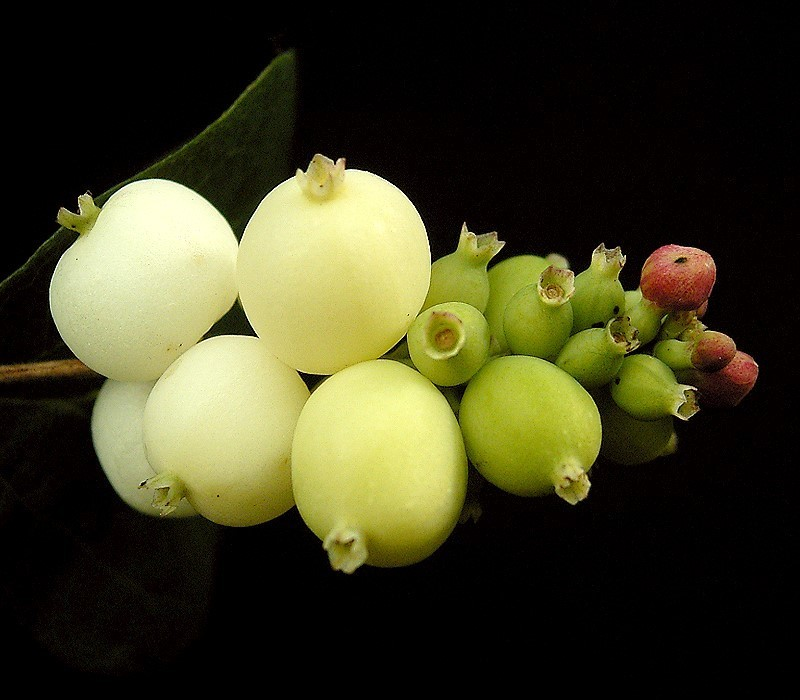
Mogna och omogna snöbär.

Snöbär (Symphoricarpos albus) är en prydnadsbuske med vit frukt som tillhör familjen kaprifolväxter (Caprifoliaceae).
Blommorna är små och rosa, bladen milt blågröna. Växten skjuter många nya skott och förvildar sig lätt. Det svenska namnet syftar på fruktens färg. Frukten kallas i dagligt tal även för smällebär på grund av att den spricker med ett puffande ljud om den kläms ihop. När bären mognar kommer de att innehålla alltmer luft och mångdubblar därmed snabbt sin storlek. Det vetenskapliga namnet för släktet, Symphor-i-carpos, betyder "förenad frukt" och syftar på att bären sitter tätt ihop.
Bären innehåller ett för huden irriterande ämne och kan även ge upphov till magont och kräkningar. Att leka med bären brukar dock inte vara farligt.
Snöbärsbuskar tenderar ofta att breda ut sig snabbt över stora områden. Botanikern Mora Aronsson räknar snöbär som en av de tio mest "invasiva" trädgårdsarterna.
Snöbär är en av de bästa foderväxterna för pollinerande insekter. Många olika arter insekter besöker blommorna. Växten har bra betyg i biodlarnas "Dragväxter".